# King Oliver
Joe "King" Oliver, född 11 maj 1885 i Aben, Louisiana, död 10 april 1938 i Savannah, Georgia, var en amerikansk jazzmusiker, kornettist och orkesterledare. 
Oliver hör till de stora pionjärerna inom den tidiga jazzen och var en av de första rikligt dokumenterade svarta jazzmusikerna på grammofonskiva. Han var berömd för sin improvisationsförmåga liksom sitt nyskapande bruk av sordiner. Han har själv nämnt Buddy Bolden som sin främsta inspiratör. King Oliver verkade i huvudsak i New Orleans och senare Chicago. Han räknas som en förgrundsfigur i den musikstil, som senare skulle komma att kallas New Orleans-stilen. Den unge Louis Armstrong skivdebuterade som Olivers andrekornettist 1923, och Armstrong talade igenom hela sin karriär mycket varmt om "Papa Joe" som sin läromästare. Bland andra kända musiker som medverkade i Olivers olika orkestrar kan nämnas Kid Ory, Johnny Dodds, Barney Bigard, Luis Russell och Red Allen.
Oliver komponerade också ett antal melodier som blivit standards inom jazzen, däribland Dippermouth Blues, Sweet Like This och Canal Street Blues. Två av Armstrong's mest kända inspelningar, West End Blues och Weather Bird är Oliver-kompositioner. Doctor Jazz har tillskrivits Oliver och Jelly Roll Morton. Dippermouth Blues blev senare genom en nyinspelning med Fletcher Henderson även känd som Sugarfoot Stomp.
Under 1930-talet dalade Olivers popularitet kraftigt och i kombination med problem med tänderna ledde detta till att han till slut tvangs ge upp sin musikerkarriär. Sin sista tid tillbringade han i armod som anställd vid en biljardsalong.